# Boa Esperança
Boa Esperança là một đô thị thuộc bang Espírito Santo, Brasil. Đô thị này có diện tích 428,626 km², dân số năm 2007 là 12529 người, mật độ 29,23 người/km².